# أحمد مصطفى علي حسين
أحمد مصطفى علي حسين (مواليد 1980) هو كاتب وإعلامي مصري. يعمل مسئول الإعلام التنموي لجنوب أسيوط بالهيئة العامة الاستعلامات، وكاتب في مجلة رسالة النور الصادرة عن الهيئة القبطية الإنجيلية للخدمات الاجتماعية، واختير من قبل مؤسسة ثيسار إخيدو سيرانو الأسبانية ومتحف الكلمة الأسباني سفيرًا للأسبانية. حصل على درجة الماجستير في الآداب (إعلام) من كلية الآداب جامعة أسيوط، وحاليًا باحث دكتوراه في مجال الإعلام بكلية الآداب جامعة سوهاج. وفي نوفمبر 2019، أعلنت الأمانة العامة لمؤتمر أدباء مصر عن اختياره كشخصية اعتبارية عامة عن أدباء محافظة أسيوط في دورته التالية. اشتهر بكتابه الصادر عام 2012 بعنوان «ثورة يناير..الشعب يصنع المستحيل» والذي حاز على عدة جوائز.

## مؤلفاته
| م | العمل                                            | عام الإصدار | الناشر                       | عدد الصفحات | رقم تعريفي                             | مراجع                       |
| - | ------------------------------------------------ | ----------- | ---------------------------- | ----------- | -------------------------------------- | --------------------------- |
| 1 | ثورة يناير: الشعب يصنع المستحيل                  | 2012        | الهيئة العامة لقصور الثقافة  | 558         | (ردمك 9789777180207، وردمك 9777180209) | [ 12 ] [ 13 ] [ 14 ] [ 15 ] |
| 2 | أزمة المياه المصرية.. حدة الصراع وآليات المواجهة | 2014        | الهيئة العامة لقصور الثقافة  | 256         | (ردمك 9789779200330)                   | [ 16 ] [ 17 ]               |
| 3 | عربي وسيارة وبينهما شط الماء المسحور             | 2016        | الهيئة العامة لقصور الثقافة  |             |                                        | [ 4 ]                       |
| 4 | محفوظ وأحلامه التي لا تنتهي                      | 2016        | الهيئة المصرية العامة للكتاب | 176         | (ردمك 6221149043077)                   | [ 18 ]                      |
| 5 | الصعيد جذور الألم والأمل                         | 2017        | الهيئة المصرية العامة للكتاب | 392         | (ردمك 9789779113111، وردمك 9779113118) | [ 19 ] [ 20 ] [ 21 ] [ 22 ] |

## الجوائز
- جائزة غسان كنفاني في الأدب، دورة سميرة عزام، مؤسسة فلسطين الدولية، الأردن، عن المجموعة القصصية «عربي وسيارة وبينهما شط الماء المسحور»، 2019[23][24][24][25]
- جائزة إقليم وسط الصعيد الثقافي التابع للهيئة العامة لقصور الثقافة، فرع ثقافة أسيوط، فئة القصة القصيرة، 2019[4]
- جائزة قصص على الهواء، مجلة العربي الكويتية بالتعاون مع مونت كارلوا الفرنسية، عن «مختارات من قوس قزح»، 2017[4]
- جائزة طلعت حرب، مركز طلعت حرب التابع لصندوق التنمية الثقافية، وزارة الثقافة المصرية، مجال المقال النقدي، عن «الآخر في رواية القحط للروائي أيمن رجب»، 2015[4]
- جائزة إدارة المرأة التابعة للإدارة المركزية للدراسات والبحوث بالهيئة العامة لقصور الثقافة، عن دراسة بحثية لمواجهة العنف ضد المرأة، 2015[4]
- جائزة إحسان عبد القدوس في المقالات النقدية، عن مقال نقدي يخص كتاب نجيب محفوظ «أحلام فترة النقاهة»، 2013[4]
- جائزة قصص على الهواء، مجلة العربي الكويتية بالتعاون مع إذاعة بي بي سي البريطانية، عن قصة «الندم»، 2013[4]
- جائزة إقليم وسط الصعيد الثقافي التابع للهيئة العامة لقصور الثقافة، فرع ثقافة أسيوط، فئة المقال، 2013[4]
- جائزة إدارة الشباب والعمال التابعة للإدارة المركزية للدراسات والبحوث بالهيئة العامة لقصور الثقافة، عن دراسة بحثية «الشباب بين ثورتي يناير 2011 ويوليو 1952»، 2013[4]
- جائزة قصص على الهواء، مجلة العربي الكويتية بالتعاون مع إذاعة بي بي سي البريطانية، عن قصة «فقدوا معانيها»، 2012[4]
- جائزة كتاب الجمهورية الكبرى، جريدة الجمهورية ودار التحرير، مجال البحث، عن كتاب «الثورات المصرية»، 2012[4][11]
- جائزة نادي القصة بأسيوط، عن القصة القصيرة «رسالة»، 2012[4]
- جائزة المسابقة القومية للهيئة العامة لقصور الثقافة بالتعاون مع جمعية أصدقاء أحمد بهاء الدين، عن كتاب «ثورة يناير»، 2012[4][11]
- جائزة نادي أدب قصر ثقافة أسيوط، فئة القصة القصيرة، 2012[4]
- جائزة الشيخ مبارك الصباح للإبداع العلمي، دار الدكتورة سعاد الصباح، الكويت، عن كتاب «التعليم والتنمية»، 2011[4][11]
- جائزة القصير للإبداع الأدبي، البحر الأحمر، مجال الورقة البحثية، عن «قيم ومعان الثورة»، 2011[4][11]
- جائزة إدارة المرأة التابعة للإدارة المركزية للدراسات والبحوث بالهيئة العامة لقصور الثقافة، عن دراسة «المورث الشعبي بين ظلم المرأة وإنصافها»، 2011[4]
- جائزة إدارة الشباب والعمال التابعة للإدارة المركزية للدراسات والبحوث بالهيئة العامة لقصور الثقافة، عن دراسة بحثية مختصرة «الأبعاد السياسية والاجتماعية لقضية المياه»، 2011[4]